# ایرنا نتو
ایرِنا نتو (لهستانی: Irena Netto؛ ۱۹ اکتبر ۱۸۹۹ – ۱۳ مارس ۱۹۹۲) بازیگر اهل لهستان بود.
از فیلم‌ها یا برنامه‌های تلویزیونی که وی در آن نقش داشته‌است، می‌توان به سامسون اشاره کرد.